# Hippeastrum doraniae
Hippeastrum doraniae är en amaryllisväxtart som först beskrevs av Hamilton Paul Traub, och fick sitt nu gällande namn av Alan W. Meerow. Hippeastrum doraniae ingår i släktet amaryllisar, och familjen amaryllisväxter. Inga underarter finns listade i Catalogue of Life.